# Knut Reutersvärd
Knut Axel Herman Reutersvärd, född den 11 april 1838  i Hultsjö socken, Jönköpings län, död den 24 maj 1930 i Växjö, var en svensk militär. Han var far till Fritz och Patrik Reutersvärd. 
Reutersvärd blev underlöjtnant vid Kalmar regemente 1858, löjtnant där 1864, kapten där 1874, major 1886 och överstelöjtnant 1894. Han beviljades avsked med tillstånd att som överstelöjtnant kvarstå i regementets reserv 1896. Reutersvärd var tillförordnad domänintendent i Kalmar län 1896–1906. Han lämnade Kalmar regementes reserv 1903 och blev överstelöjtnant i armén samma år. Reutersvärd blev riddare av Svärdsorden 1879.